# Camp de travail HKP 562

Le camp de travail HKP 562 était le site d'un camp de travaux forcés pour juifs sous le contrôle des autorités d'occupation nazie à Vilnius en Lituanie occupée pendant la Seconde Guerre mondiale.
Situé au 47 et 49 rue Subačiaus (Subocz), dans des immeubles d'habitation construits à l'origine pour loger des membres pauvres de la communauté juive, le site est utilisé par l'armée allemande comme camp de travaux forcés de septembre 1943 à juillet 1944. Au cours de cet intervalle, le camp est sous la responsabilité des SS, mais sa gestion quotidienne est la responsabilité d'une unité d'ingénierie de la Wehrmacht, Heereskraftfahrpark (HKP) 562 (parc 562 de réparation des véhicules motorisés de l’Armée ), stationnée à Vilnius. Le commandant du HKP 562, le major Karl Plagge, fut sensible au sort de ses travailleurs juifs. Plagge et certains de ses hommes s’efforcèrent de protéger les Juifs du camp des intentions meurtrières des SS. C'est en partie à cause de la résistance secrète à la politique nazie de génocide envers les Juifs par les membres de l'unité d'ingénierie HKP 562 que plus de 250 hommes, femmes et enfants juifs survécurent à la liquidation du camp en juillet 1944. Cela représente le plus grand groupe de survivants juifs de la Shoah à Vilnius.

## Établissement
Des Juifs en danger dans le ghetto de Vilnius furent d'abord engagés pour travailler dans les ateliers de l'unité HKP 562 de 1941 à 1943 ce qui protégeait ainsi les travailleurs et leurs familles des Aktions. Le camp du HKP fut ensuite érigé à la hâte en septembre 1943 lorsque Plagge appris l'imminence de la liquidation du ghetto de Vilna, car tous les habitants devaient être tués quels que soient leurs papiers de travail. Plagge s'est d'abord rendu à Kaunas au siège de la Wehrmacht, puis à Riga aux bureaux administratifs des SS pour plaider en faveur de l'établissement d'un camp autonome à l'extérieur du ghetto de Vilna. Il rencontre une résistance considérable, en particulier de la part des SS, renforcée par son insistance à ce que les femmes et les enfants ne soient pas séparés des hommes, ce qui, selon lui, nuirait au moral et à la productivité des travailleurs. Il réussit finalement. Le soir du 16 septembre 1943, un convoi de camions dans le ghetto de Vilnius emmène plus de 1200 résidents du ghetto juif  pour les transporter vers la sécurité relative du camp HKP nouvellement érigé rue Subačiaus. Une semaine plus tard, le ghetto de Vilnius  est liquidé par les SS et ses 15 000 habitants restants sont soit tués à proximité de Ponerai, soit transportés dans des camps de concentration à travers l'Europe occupée par les nazis. Des documents trouvés par le Musée juif de Vilnius montrent que le camp abritait 1234 hommes, femmes et enfants juifs. Initialement, seuls des hommes étaient employés dans des ateliers de réparation de véhicules dans et autour du camp. Cependant, après une tentative des SS de transférer les femmes et les enfants au camp de concentration de Kaunas en janvier 1944, le major Plagge engagea deux fabricants de vêtements pour ouvrir des ateliers de réparation de vêtements aux deux derniers étages de l'un des immeubles. Cela permit de mettre les femmes et les enfants plus âgés au travail afin qu'ils ne semblent pas oisifs aux yeux des observateurs extérieurs. Plagge donna également l'ordre que "les civils soient traités avec respect". Le camp était donc en grande partie exempt des abus et de la brutalité constatés dans la plupart des camps de travaux forcés de la Pologne occupée par les nazis. Malgré l'attitude généralement inoffensive des officiers et soldats de l'unité du HKP, les SS entrent dans le camp à plusieurs reprises et y commirent des atrocités. La plus notable fut une Kinderaktion (une Aktion contre les enfants du camp) le 27 mars 1944, au cours de laquelle les SS, dirigés par Martin Weiss, enlevèrent la grande majorité des 250 enfants vivant dans le camp pour les tuer.

## Liquidation
Alors que l'armée rouge approche de Vilnius fin juin 1944, la Wehrmacht se prépare à battre en retraite. Les prisonniers juifs du camp savaient (après avoir entendu des reportages de la BBC sur des postes de radio secrets) que chaque fois que l'Armée rouge libérait un camp de travaux forcés, tous les détenus sont retrouvés morts, abattus par les SS avant de partir en retraite. Ainsi, de nombreux prisonniers cherchaient à créer des cachettes (appelées Malines) ou des plans d'évasion dans les mois précédant l'été 1944. Mais ils avaient besoin de savoir quand les SS arriveraient pour les exterminer. Le samedi 1er juillet 1944, le major Plagge entra dans le camp, avec le SS Oberscharfürhrer Richter à ses côtés et prononça un discours informel alors que les prisonniers juifs du camp se rassemblaient autour de lui. Plagge annonce que lui et ses hommes avaient reçu l'ordre de se retirer à l'ouest et qu'il n'avait pas pu obtenir la permission d'emmener les travailleurs avec l'unité; cependant, il les rassura sur le fait que les prisonniers devaient être relogés par les SS le lundi 3 juillet et a déclaré qu'ils ne devraient pas s'inquiéter car ils savaient tous que les SS étaient une organisation vouée à la protection des réfugiés. Avec cet avertissement secret, plus de la moitié des prisonniers du camp se cachèrent avant l'arrivée des SS le 3 juillet 1944. Les 500 prisonniers qui se présentèrent à l'appel appelé par les SS ont été emmenés dans la forêt de Poneriai et abattus. Au cours des trois jours suivants, les SS fouillèrent le camp et ses environs et réussirent à retrouver la moitié des prisonniers disparus. Ces 250 Juifs furent abattus dans la cour du camp et derrière le bâtiment 2. Lorsque l'Armée rouge capture Vilnius quelques jours plus tard, environ 250 Juifs du camp émergent de leurs cachettes ce qui constitue le plus grand groupe de survivants juifs de la Shoah à Vilnius.

## Travaux récents de recherche
En juillet et août 2017, une équipe de recherche dirigée par Richard Freund de l'Université américaine de Hartford effectua des recherches archéologiques de l'ancien camp à l'aide de techniques non invasives telles que le radar à pénétration de sol, la prospection électrique et un drone. Ils obtinrent des cartes topographiques à haute résolution. Leurs études ont fortement confirmé les témoignages qui placent une grande fosse commune de la liquidation finale du camp à l'extrémité sud de la cour (sous les monuments commémoratifs actuels ainsi que le parking). Ils ont également confirmé l'emplacement d'une tranchée près du mur extérieur du bâtiment numéro deux (le bâtiment ouest) où des témoins ont rapporté que des prisonniers y avaient été abattus et enterrés. De plus, à l'aide de dessins et de récits écrits de survivants du camp, l'équipe a pu localiser la "grande maline" où 100 hommes, femmes et enfants ont réussi à se cacher pendant les derniers jours du camp et ont ainsi échappé aux SS au moment de la liquidation du camp le 3 au 5 juillet 1944.

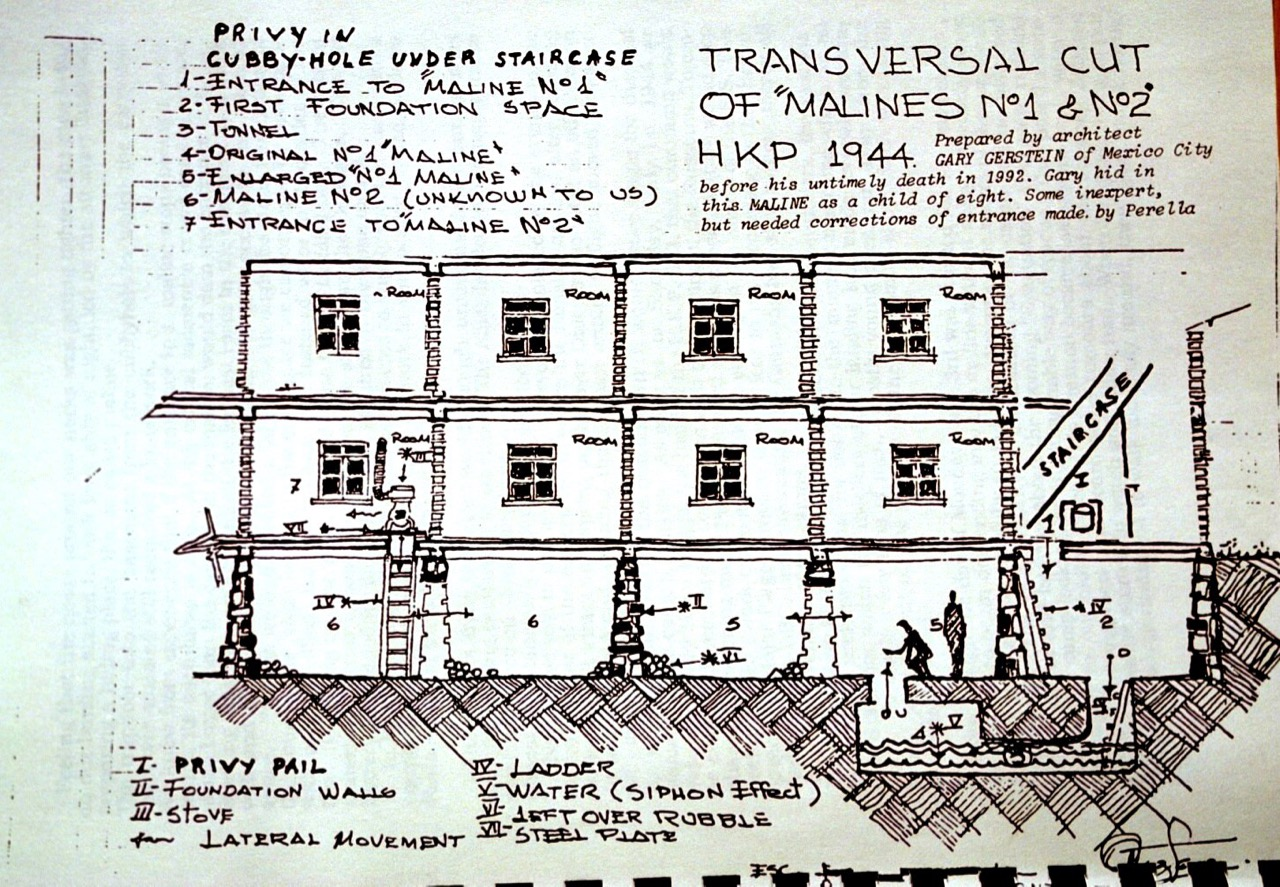
Croquis réalisé par l'ancien détenu du HKP Gary Gerstein, qui était un enfant de 8 ans en juillet 1944. Il est devenu plus tard architecte et a dessiné ce schéma de sa cachette avec l'aide de son cousin aîné Pearl Good qui a également survécu dans cette maline
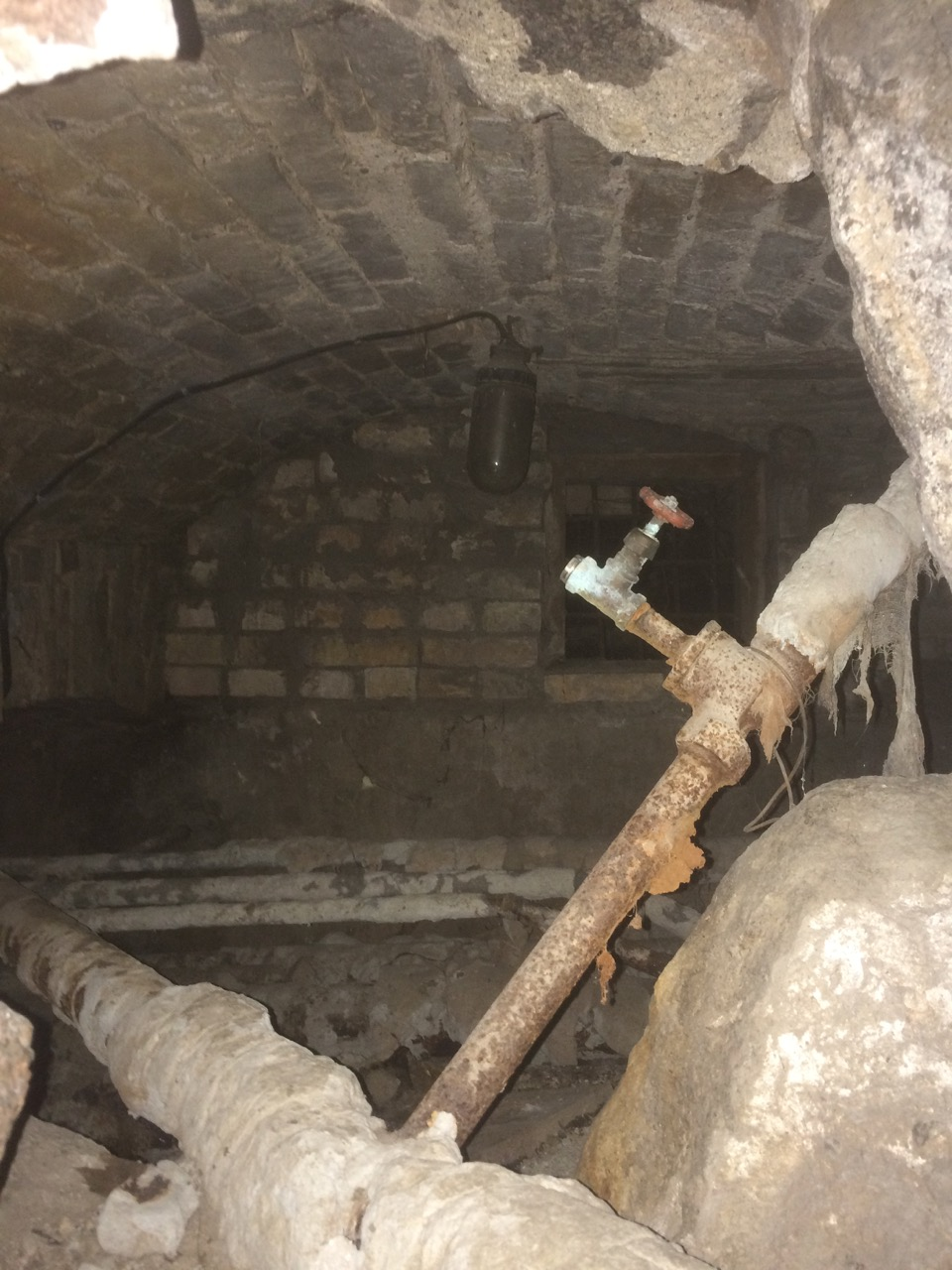
Intérieur d'une grande maline trouvée en 2017 qui correspond à la zone 5 sur le schéma de la maline de Gary Gerstein
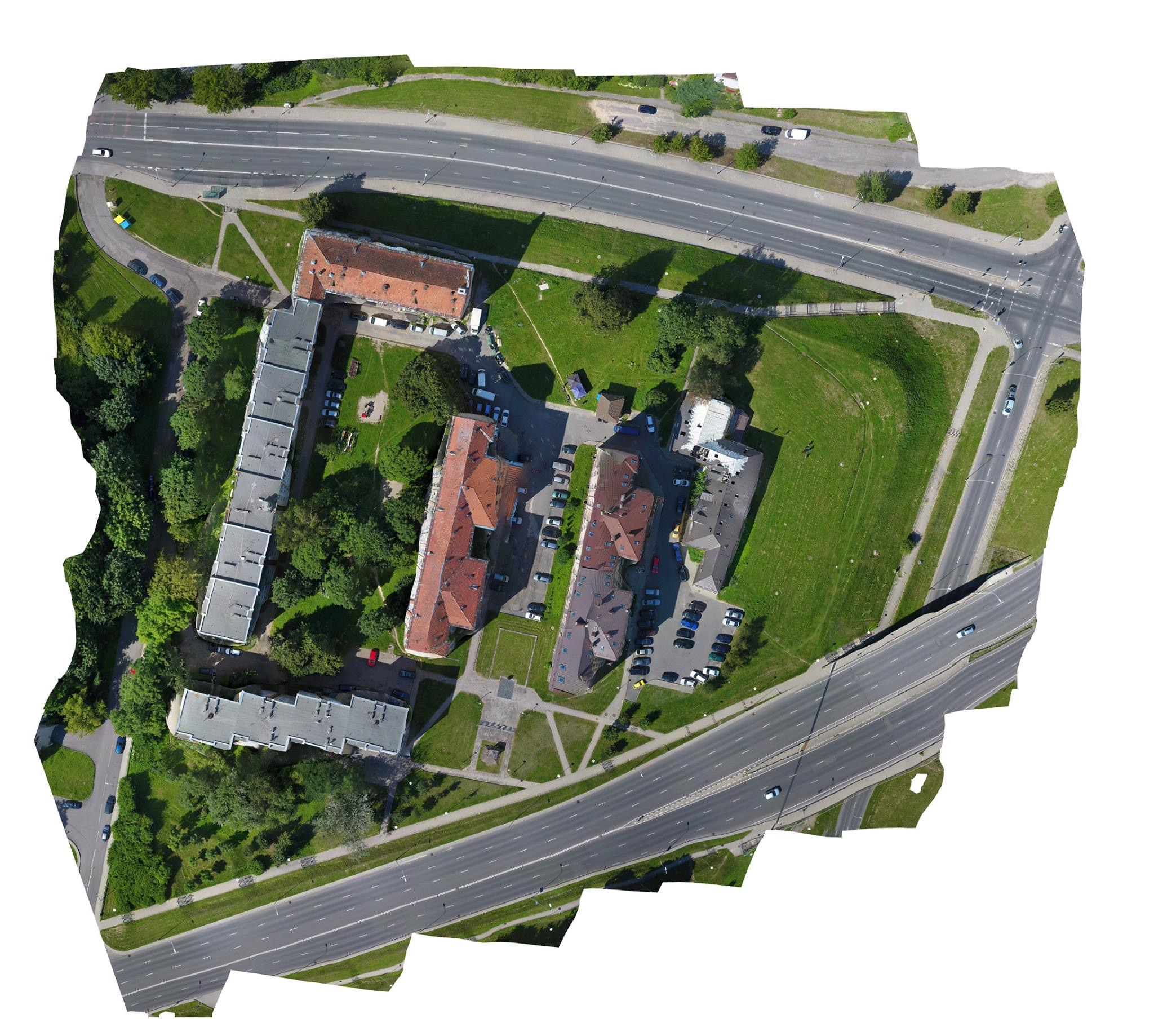
Image obtenue par drone de l'ancien camp de travaux forcés du HKP au 47-49, rue Subačiaus à Vilnius
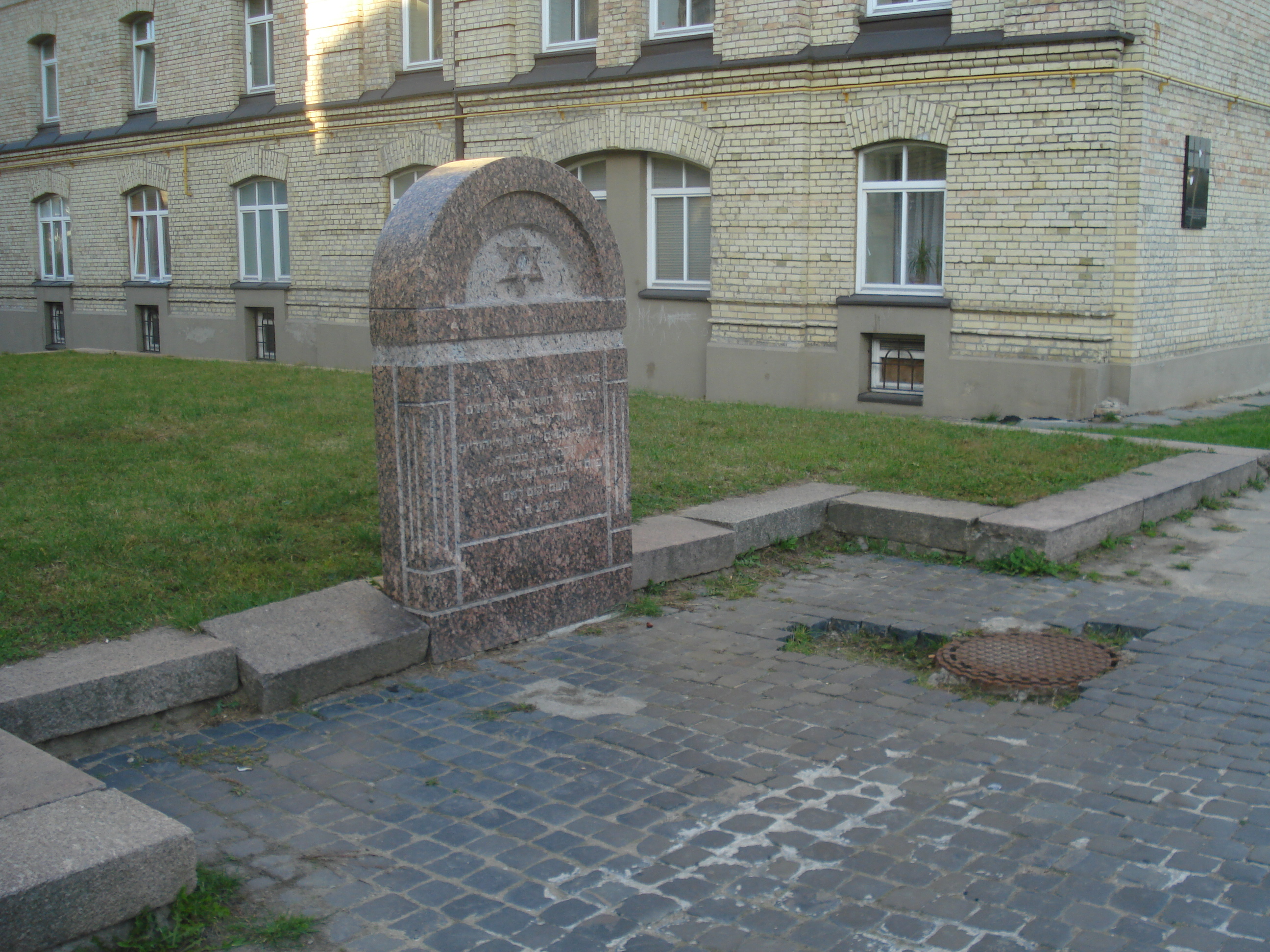
Un mémorial marquant le lieu de sépulture des Juifs assassinés dans l'ancien camp

## Personnalités

### Armée allemande
- Major Karl Plagge

### Anciens prisonniers de HKP 562
- Hirsch Schwartzberg, chef juif des survivants de l'Holocauste (yiddish: בפרייטה יידין אויף ברלין) sous l'occupation américaine de Berlin
- Samuel Bak
- Samuel Esterowicz